# Воришка Мартин
«Воришка Мартин» (англ. Pincher Martin) — третий роман британского писателя, лауреата Нобелевской премии по литературе Уильяма Голдинга, впервые опубликованный издательством Faber & Faber в 1956 году. (Другой вариант перевода — «Хапуга Мартин»). Критика, высоко оценив роман, относит его к числу наиболее глубоких и сложных произведений Голдинга. В США роман вышел под заголовком «Две смерти Кристофера Мартина»: издатели опасались, что американскому читателю может оказаться неизвестным сленговое значение слова «пинчер», — «мелкий воришка».

## История
Считается, что с публикацией третьего романа Голдинга «первобытный» период в его творчестве завершился. Тем не менее, «Воришка Мартин» имел с двумя первыми романами общие черты: в нём вновь шла речь о борьбе за выживание. Раскрывая аллегорический смысл романа, Голдинг писал: «Я сделал все, что мог, чтобы показать в лице Пинчера („Воришки“) самого неприятного из возможных людей. Мне хотелось посмотреть на критиков, которые заговорят о том, что „мы все такие“. Воришка всю жизнь был Воришкой. Но вот подошёл его час, и Бог призвал его к себе по имени: Кристофер».
Голдинг добавлял, что его роман — притча о человеке, который лишился сначала всего, к чему так стремился в жизни, а потом «актом свободной воли принял вызов своего Бога» и вступил с ним в соперничество. «Таков обычный человек: мучимый и мучающий других, ведущий в одиночку мужественную битву против Бога», — писал автор.

### Содержание
Третий роман Голдинга, с двумя первыми объединённый лишь сюжетной линией, связанной с борьбой человека за выживание, повествует о лейтенанте потерпевшего крушение торпедоносца по имени Кристофер Мартин, который, собравшись с последними силами, взбирается на утёс и принимает его остров. Герой, которого автор иронически сравнивает с Прометеем, прилагает титанические усилия к спасению и демонстрирует, казалось бы, героическую волю к жизни. В финале становится ясно, что Мартин скончался уже в первые секунды своего пребывания в море; дальнейшие события развивались лишь в его умирающем сознании. Таким образом, всё повествование являет собой символическое изображение пребывания Мартина «в чистилище его совести»: герой как бы «держит ответ за содеянное им в жизни — жизни обыденного, ничем, по существу, не замечательного человека», отягощённой, тем не менее, полным набором человеческих пороков.
Сначала автор заставляет читателя сочувствовать героическим усилиям Мартина, продиктованным волей к жизни; затем он знакомит его с героем поближе, и первое впечатление сменяется отвращением к его цепкости, сравниваемой с упорством Прометея. Эффектный финал (когда высаживающиеся на остров моряки делают вывод по некоторым деталям, что Мартин скончался сразу же после того, как сюда взобрался) приводит читателя к мысли о смехотворности мелочной борьбы за жизнь для человека, чье «видимое существование является как бы добровольным чистилищем, отказом принять Божью милость и умереть».
Повествование в романе ведётся прерывисто, с использованием «вспышек»-реминисценций, которые, как писал Southern Review… 

… работают на разных уровнях. Являя собой, с одной стороны, результат предсмертной деятельности умирающего мозга, прокручивающего всю прошлую жизнь героя, с другой они находятся в постоянном взаимодействии — как друг с другом, так и с эпизодами иллюзорной борьбы Мартина за жизнь… Кроме того, они выстраивают шестидневную структуру всего этого предсмертного жизненного опыта: эта структура, вмещающая в себя безвременье, в котором происходят вымышленные события островитянина, служит ужасающей пародией на шесть дней Сотворения…— Southern Review о романе «Pincher Martin»
«То, что мы наблюдаем, есть процесс 'рас-творения', в котором человек пытается создать себя как бога-в-себе; этот процесс ускоряется с каждым днём», — заключает рецензент.

## Отзывы критики
Роман «Воришка Мартин», имевший некоторые сюжетные сходства с целым рядом произведений прошлого (в числе таковых указывались «Одиссея», «Робинзон Крузо», рассказ Амброза Бирса «Случай на мосту через Совиный ручей»), являет собой философскую аллегорию, призванную продолжить исследование «мрака души человеческой», начатое в двух первых произведениях Голдинга, «Повелитель мух» и «Наследники». Многие критики рассматривали роман как своего рода вариант современного мифа о Прометее, «человеке, обокравшем небожителей и в наказание прикованном Зевсом к скале».
Стивен Медкалф в книге «Уильям Голдинг» пришёл к выводу, что роман Голдинга — самый автобиографичный на тот момент: Мартину автор «препоручил» — многие события своей оксфордской жизни, театральную деятельность, призыв во флот, а кроме того — страх перед мраком (наполнявшим пространства кладбища, которое располагалось неподалёку от дома, где он провёл детство); страх, оставшийся с ним всю жизнь. «Тьма становится для <автора> универсальным символом: это мрак существа, лишенного способности видеть себя, …мрак подсознания, мрак сна, смерти и за смертью — неба», — писал Медкалф.